# Esther Lamm
Esther Lamm, gift Lamm-Holmdahl, född 9 augusti 1913 i Stockholm, död 28 februari 1989 i Stockholm, var en svensk psykiater och psykoanalytiker. Hon var aktiv i flyktingmottagandet under och efter andra världskriget.

## Biografi
Esther Lamm föddes 1913 i en intellektuell svensk-judisk familj i Stockholm. Fadern Martin Lamm var ledamot i Svenska Akademien och i Samfundet De Nio och känd som en populär föreläsare. Modern Greta var hemmafru och engagerad i flyktinghjälp och socialt arbete med flyktingar under och efter andra världskriget.
Under 1930-talet studerade Esther Lamm medicin på Karolinska Institutet i Stockholm. Hon specialiserade sig inom psykiatri och avlade läkarexamen 1945 med mycket goda vitsord. Parallellt med utbildningen vikarierade hon på den psykiatriska avdelningen i centrala fängelset på Långholmen. Direkt efter andra världskriget, under hösten 1945, var hon inkallad av Civilförsvaret för att arbeta på en sjukhusförläggning i Sigtuna, där före detta koncentrationslägerfångar placerades för vård och karantän. Under nio månader åren 1945 och 1946 förvandlades Sigtunastiftelsen till en flyktingförläggning och Esther Lamm fanns bland de läkare, som tog hand om de överlevande. Familjen Lamm tog också emot judiska flyktingar i föräldrahemmet på Skeppsbron i Gamla stan och i det egna hemmet på Kungsholmen.
Under resten av 1940-talet arbetade Esther Lamm som barnpsykiatriker och utbildade sig samtidigt till psykoanalytiker. Hon var tidigt en förespråkare för Sigmund Frueds dynamiska modell, vilket var radikalt för sin tid. Från 1950 arbetade hon som privatpraktiserande psykoanalytiker och som konsult, lärare samt handledare i psykoanalys och psykoanalytisk terapi vid Psykoanalytiska föreningen. Hon arbetade även i perioder inom psykisk barn- och ungdomsvård (PBU), på Familjerådgivningsbyrån och Mentalvårdsbyrån samt med grupper från psykiatriska kliniken vid Karolinska universitetssjukhuset, Långbro sjukhus och Beckomberga sjukhus.
År 1936 gifte Esther Lamm sig med barnpsykiatern Gustav Jonsson, som var en tidig förespråkare av anti-auktoritär barnuppfostran. Båda tillhörde den krets av socialistiska läkare som förenades i bland annat kampen för sexuell upplysning och för mottagandet av flyktingar från Nazityskland. Esther Lamm var på plats på Karolinska Institutet den 9 februari 1939 och var bland dem som röstade för tio judiska läkares rätt att komma till Sverige och utöva sitt yrke. Hon förbjöds dock att uttala sig på mötet; i egenskap av judinna antogs hon tala i egen sak.
År 1937 fick Esther Lamm och Gustav Jonsson sonen Staffan och året därpå föddes dottern Annika. Familjen bodde i Stockholms första kollektivhus på John Ericssonsgatan 6 på Kungsholmen. Bland grannarna fanns många av de socialt intresserade läkare och samhällsvetare som arbetade för att bygga upp det nya svenska folkhemmet enligt radikala ideal. I huset fanns ett centralkök med en mathiss till varje lägenhet. En städerska kom hem och städade hos dem som ville och i bottenvåningen fanns ett daghem som leddes av den danska barnpsykologen Nancy Bratt. Esther Lamm och Gustav Jonsson skilde sig 1943. Staffan Lamm har i den självbiografiska Boken om mig (2000), beskrivit uppväxten som otrygg, trots alla goda intentioner. År 1950 gifte Esther Lamm om sig med ingenjören Rudolf Holmdahl och de fick sonen Martin Holmdahl-Lamm 1951. Hon praktiserade fram till sin död som legitimerad psykoanalytiker för barn och vuxna, vilka hon tog emot i sin mottagning i hemmet.